# Total Control
Total Control és una sèrie de televisió australiana de drama polític que es va emetre per primera vegada a ABC TV l'octubre de 2019. S'ha subtitulat al català per a FilminCAT.
El títol provisional de la sèrie era Black Bitch, i es va projectar al Festival Internacional de Cinema de Toronto de 2019 amb aquest títol; tanmateix, es va canviar després de les queixes que el títol era un insult racial. La primera temporada va ser escrita per Stuart Page, Angela Betzien i Pip Karmel, i dirigida per Rachel Perkins. Va ser coproduïda per la mateixa Perkins, juntament amb Darren Dale i Miranda Dear de Blackfella Films, que també van coproduir la primera temporada amb Rachel Griffiths, Kelrick Martin i Sally Riley com a productors executius. La primera temporada, en sis episodis, es va filmar a Canberra, Sydney i Winton, al centre-oest de Queensland. Missy Higgins va compondre i gravar la banda sonora de la sèrie.
La segona temporada va començar a emetre's el 7 de novembre de 2021. Va ser dirigida per l'actor Wayne Blair, i entre els guionistes hi havia Stuart Page, Larissa Behrendt, Angela Betzien, Pip Karmel i Nakkiah Lui. Algunes escenes es van rodar al Parlament de Canberra, així com a Sydney i Broken Hill. Darren Dale va produir la segona i la tercera temporada.
La producció de la tercera i última temporada es va anunciar el 31 de maig de 2023. Wayne Blair va codirigir-la amb Jub Clerc. Es va estrenar a ABC el 14 de gener de 2024.